# Exemestano
El exemestano, comercializado bajo el nombre de Aromasil o Aromasin, es un medicamento usado para tratar el cáncer de mama. El exemestano es un inhibidor de aromatasa, lo que significa que interrumpe un paso crítico en la síntesis de estrógenos del cuerpo. Algunos cánceres mamarios requieren estrógeno para crecer, esos cánceres tienen receptores de estrógenos (REs), y son llamados RE-positivos; al eliminar el estrógeno se suprime su crecimiento.

## Función
El exemestano es un inhibidor de aromatasa esteroideo oral que es usado en el tratamiento contra el cáncer mamario ER-positivo además de la cirugía y/o la radiación en mujeres postmenopáusicas.
La fuente principal de estrógenos en las mujeres premenopáusicas son los ovarios, mientras que la mayoría de los estrógenos producidos en las mujeres postmenopáusicas son sintetizados a través de la conversión de los andrógenos en estrógenos por medio de la enzima aromatasa en los tejidos periféricos (por ejemplo en los tejidos adiposos como el tejido mamario) y en un número de sitios en el cerebro. El estrógeno es producido localmente a través de la acción de la aromasa ubicada en estos tejidos periféricos. Cualquier estrógeno circulando en las mujeres postmenopáusicas como también los hombres, es el resultado de los estrógenos escapando del metabolismo local y entrando en el sistema circulatorio.
El exemestano es un inactivador irreversible esteroideo de la enzima aromatasa, estructuralmente relaciona con el sustrato natural androstenediona. Actúa como un sustrato falso de la enzima aromatasa, y es procesado a un intermediario que se une de forma irreversible al sitio activo de la enzima causando su inactivación, un efecto conocido como "inhibición suicida". En otras palabras, el exemestano, al ser estructuralmente similar al objetivo de las enzimas, se une permanentemente a esas enzimas, así previniendo que estas completen su función de convertir los andrógenos en estrógenos.
La supresión de estrógenos por el exemestano varía desde el 85% para el estradiol (E2) al 95% para la estrona (E1).

## Usos clínicos
El exemestano es indicado para el tratamiento adyuvante de las mujeres posmenopáusicas con cáncer mamario precoz RE-positivo que hayan recibido dos a tres años de tamoxifeno y estén cambiándose al exemestano para la terminación de un total de cinco años de terapia adyuvante hormonal.
La aprobación de la FDA fue en octubre de 2005.
El exemestano es también indicado para el tratamiento de cáncer mamario avanzado en mujeres posmenopáusicas cuya enfermedad ha progresado siguiendo la terapia de tamoxifeno.
Un ensayo fase III concluyó que el uso de exemestano en mujeres posmenopáusicas con riesgo de cáncer mamario elevado reducía la incidencia de un cáncer mamario invasivo. En 4.560 mujeres, después de 35 meses, la administración de exemestano a un dosis de 25 mg/día resultó en una reducción del 65% el riesgo de desarrollar un cáncer mamario comparado con un placebo; las tasas de incidencia anual fueron de 0.19% y 0.55%, respectivamente.

## Eficacia terapéutica
25 mg al día de exemestano oral por 2-3 años de terapia adyuvante fue por lo general más efectivo que 5 años de tratamiento adyuvante continuo de tamoxifeno en el tratamiento del cáncer mamario precoz RE-positivo/estado de receptores desconocido en mujeres postmenopáusicas en un ensayo grade y bien diseñado. Los datos preliminares del ensayo TEAM que comparaba el exemestano con el tamoxifeno indica que el uso de exemestano a 25 mg al día también es efectivo en el tratamiento adyuvante primario del cáncer mamario precoz en mujeres postmenopáusicas.
Los resultados de un ensayo del 2011 muestra que la adición de Afinitor (everolimus) a la terapia de exemestano contra un cáncer mamario avanzado puede incrementar significativamente la supervivencia libre de progresión comparado con una terapia de exemestano sola.